# Dalbergia laxiflora
Dalbergia laxiflora är en ärtväxtart som beskrevs av Marc Micheli. Dalbergia laxiflora ingår i släktet Dalbergia, och familjen ärtväxter. Inga underarter finns listade i Catalogue of Life.